# Bielefeld Challenger
Il Bielefeld Challenger è stato un torneo professionistico di tennis giocato su campi in terra rossa. Faceva parte dell'ATP Challenger Series. Si giocava annualmente a Bielefeld in Germania.

## Albo d'oro

### Singolare
| Anno       | Campione         | Finalista      | Punteggio     |
| ---------- | ---------------- | -------------- | ------------- |
| 1991       | Dmitrij Poljakov | Lars Koslowski | 6–4, 6–1      |
| 1990- 1985 | Non disputato    | Non disputato  | Non disputato |
| 1984       | Josef Čihák      | Peter Elter    | 6–2, 7–5      |

### Doppio
| Anno       | Campioni                         | Finalisti                            | Punteggio     |
| ---------- | -------------------------------- | ------------------------------------ | ------------- |
| 1991       | Carl Limberger Florin Segărceanu | Mark Keil Francisco Montana          | 6–3, 6–2      |
| 1990- 1985 | Non disputato                    | Non disputato                        | Non disputato |
| 1984       | Peter Elter Stefan Hermann       | Huub van Boeckel Jan Van Langendonck | 6–4, 6–4      |